# Cuckoo Passage Cemetery
Cuckoo Passage Cemetery is een Britse militaire begraafplaats met gesneuvelden uit de Eerste Wereldoorlog, gelegen in de Franse gemeente Héninel (departement Pas-de-Calais). De begraafplaats werd ontworpen door George Goldsmith en ligt in het veld op 1,6 km ten zuidoosten van het dorpscentrum (Église Saint-Germain). Ze heeft een trapeziumvormig grondplan met afgeronde hoeken en een oppervlakte van 277 m². Ze wordt omsloten door een ruwe natuurstenen muur, afgedekt met halfronde witte dekstenen. Vanaf een landweg naar Fontaine-lès-Croisilles leidt een pad van 75 m naar de open toegang die wordt gemarkeerd door twee witte stenen paaltjes. De grafzerken staan in een rij langs de zuidelijke en oostelijke muur opgesteld. Het Cross of Sacrifice staat centraal op het terrein. De begraafplaats wordt onderhouden door de Commonwealth War Graves Commission.
Er liggen 54 Britten begraven waaronder 1 niet geïdentificeerde. De grote meerderheid van de slachtoffers (41 man) waren manschappen van het Manchester Regiment.
In de buurt van de begraafplaats liggen ook nog Bootham Cemetery, Rookery British Cemetery en Cherisy Road East Cemetery.

## Geschiedenis
Tijdens de Slag bij Arras in april 1917 werd Héninel door Britse divisies veroverd. 
De begraafplaats werd genoemd naar een loopgraaf die van noordoost naar zuidwest langs de plaats van de begraafplaats liep en werd in april 1917 door de Burial Officer  van een divisie aangelegd en in mei daaropvolgend gesloten.